# Eleição municipal de Angra dos Reis em 2020
A eleição municipal da cidade brasileira de Angra dos Reis em 2020 ocorreu no dia 15 de novembro de 2020, como parte do conjunto de eleições municipais no Brasil que ocorreram no mesmo ano. Na ocasião, foram eleitos um prefeito, vice-prefeito e 14 vereadores para a Câmara Municipal da cidade.
A campanha eleitoral contou com a participação de 9 candidatos a prefeito. O prefeito em exercício, Fernando Jordão, eleito na época pelo PMDB, concorreu a reeleição. O primeiro turno foi realizado em 15 de novembro de 2020. Fernando Jordão, candidato pelo MDB, foi eleito com 45.172 votos (52,66% dos votos válidos), seguido do vereador Zé Augusto, do PP, que obteve 31.098 votos (36,25%). Esta foi a quarta vez que Jordão venceu a eleição para prefeito.
Na Câmara dos Vereadores, 338 candidatos concorreram ao pleito e 14 foram eleitos. Dentre os vereadores eleitos, 5 foram reeleitos. Os partidos que conquistaram o maior número de assentos foram Cidadania e MDB, com 3 assentos cada. Rubinho Metalúrgico foi o candidato mais votado, recebendo 2.615 votos (3,1% dos votos validos).  Os candidatos eleitos tomaram posse na Prefeitura de Angra dos Reis em 1 de janeiro de 2021 para exercerem um mandato de quatro anos.

## Pandemia de COVID-19
As eleições municipais de 2020 foram marcadas pela pandemia de COVID-19 no Brasil. O Tribunal Superior Eleitoral (TSE) autorizou os partidos a realizarem as convenções para escolha de candidatos aos escrutínios por meio de plataformas digitais de transmissão, para evitar aglomerações que possam proliferar o coronavírus. Originalmente, as eleições ocorreriam em 4 de outubro (primeiro turno) e 25 de outubro (segundo turno, caso necessário), porém, com o agravamento da pandemia de COVID-19, as datas foram modificadas pelo Congresso Nacional para 15 de novembro e 29 de novembro.

## Candidaturas para a prefeitura
| Nº      | Prefeito(a)  | Prefeito(a)                                            | Prefeito(a)       | Vice-prefeito(a) | Vice-prefeito(a) | Vice-prefeito(a)                                    | Vice-prefeito(a)  | Coligação Partido(s)                                                                    |
| Nº      | Candidato(a) | Candidato(a)                                           | Partido Federação | Candidato(a)     | Candidato(a)     | Candidato(a)                                        | Partido Federação | Coligação Partido(s)                                                                    |
| ------- | ------------ | ------------------------------------------------------ | ----------------- | ---------------- | ---------------- | --------------------------------------------------- | ----------------- | --------------------------------------------------------------------------------------- |
| 11      |              | Zé Augusto José Augusto De Araujo Vieira               | PP                |                  |                  | Dr. Gusmão Ywalter Da Silva Gusmão Junior           | PSD               | Angra com a Força do Povo! Avante Solidariedade PP PSD                                  |
| 12      |              | Claudinho Luis Claudio Pereira Das Dores               | PDT               |                  |                  | Erica Mi Erica De Aguiar Vieira Silva               | PSB               | Angra é de Todos! PDT PSB                                                               |
| 13      |              | Zequinha Miguel Jose Miguel Filho                      | PT                |                  |                  | Elvis Rodrigues Elvis Hahn Rodrigues                | PSOL              | Angra da Gente PSOL PT                                                                  |
| 15      |              | Fernando Jordão Fernando Antônio Ceciliano Jordão      | MDB               |                  |                  | Cristiano Alvernaz Christiano Costa Vilela Alvernaz | Republicanos      | Angra: É Daqui Pra Melhor PL Cidadania MDB Republicanos PSC PTC PODE PSDB PATRIOTA PROS |
| 17      |              | Alexandre Buiú O Amigo Do Povo Alexandre Silva Estevão | PSL               |                  |                  | Thiago Bazar Dos Pescadores Thiago Santos Da Silva  | PSL               | Sem coligação                                                                           |
| 27      |              | Vaguinho Vagner Robeles De Oliveira Ramos              | DC                |                  |                  | Darci Affonso Darci Affonso Filho                   | DC                | Sem coligação                                                                           |
| 28      |              | Rafaelle Firmino Rafaelle Firmino Dos Santos           | PRTB              |                  |                  | Eloir Melo Eloir Paulo Ferreira De Melo             | PRTB              | Sem coligação                                                                           |
| 43      |              | Mario Deschamps                                        | PV                |                  |                  | Maelen Bernardo Maelen Bernardo Celestino           | PV                | Sem coligação                                                                           |
| 65      |              | Jane Moté                                              | PCdoB             |                  |                  | Afalri Marinho                                      | PCdoB             | Sem coligação                                                                           |
| Fontes: |              |                                                        |                   |                  |                  |                                                     |                   |                                                                                         |

## Candidatos à vereança
A tabela a seguir apresenta o número de candidaturas em cada partido e federação, estando agrupados a partir de coligações na disputa do poder executivo. Ressalte-se que, desde a promulgação da Emenda Constitucional nº 97/2017, a coligação em eleições proporcionais não existe mais no Brasil, sendo demonstrada a coligação majoritária apenas a título de visualização agrupada.
| Coligação ao executivo                     | Partido ou federação | Partido ou federação | Candidatos     |
| ------------------------------------------ | -------------------- | -------------------- | -------------- |
| Angra: É Daqui Pra Melhor (159 candidatos) |                      | PTC                  | 21             |
| Angra: É Daqui Pra Melhor (159 candidatos) |                      | Cidadania            | 20             |
| Angra: É Daqui Pra Melhor (159 candidatos) |                      | MDB                  | 20             |
| Angra: É Daqui Pra Melhor (159 candidatos) |                      | PATRIOTA             | 19             |
| Angra: É Daqui Pra Melhor (159 candidatos) |                      | Republicanos         | 18             |
| Angra: É Daqui Pra Melhor (159 candidatos) |                      | PSC                  | 18             |
| Angra: É Daqui Pra Melhor (159 candidatos) |                      | PROS                 | 17             |
| Angra: É Daqui Pra Melhor (159 candidatos) |                      | PL                   | 16             |
| Angra: É Daqui Pra Melhor (159 candidatos) |                      | PODE                 | 9              |
| Angra: É Daqui Pra Melhor (159 candidatos) |                      | PSDB                 | Sem candidatos |
| Angra com a Força do Povo! (77 candidatos) |                      | Solidariedade        | 21             |
| Angra com a Força do Povo! (77 candidatos) |                      | PP                   | 21             |
| Angra com a Força do Povo! (77 candidatos) |                      | PSD                  | 20             |
| Angra com a Força do Povo! (77 candidatos) |                      | Avante               | 15             |
| Angra é de Todos! (25 candidatos)          |                      | PDT                  | 15             |
| Angra é de Todos! (25 candidatos)          |                      | PSB                  | 10             |
| Angra da Gente (13 candidatos)             |                      | PT                   | 11             |
| Angra da Gente (13 candidatos)             |                      | PSOL                 | 2              |
| Sem coligação                              |                      | PCdoB                | 20             |
| Sem coligação                              |                      | PSL                  | 17             |
| Sem coligação                              |                      | PRTB                 | 13             |
| Sem coligação                              |                      | DC                   | 10             |
| Sem coligação                              |                      | PV                   | 5              |
| Fontes:                                    |                      |                      |                |

## Resultados da eleição

### Prefeito
| Candidato(a) a prefeito  | Candidato(a) a prefeito              | Candidato(a) a vice-prefeito      | Primeiro turno 15 de novembro de 2020 | Primeiro turno 15 de novembro de 2020 |
| Candidato(a) a prefeito  | Candidato(a) a prefeito              | Candidato(a) a vice-prefeito      | Total                                 | Percentagem                           |
| ------------------------ | ------------------------------------ | --------------------------------- | ------------------------------------- | ------------------------------------- |
|                          | Fernando Jordão (MDB)                | Cristiano Alvernaz (Republicanos) | 45.172                                | 52,66%                                |
|                          | Zé Augusto (PP)                      | Dr. Gusmão (PSD)                  | 31.098                                | 36,25%                                |
|                          | Claudinho (PDT)                      | Erica Mi (PSB)                    | 3.376                                 | 3,94%                                 |
|                          | Vaguinho (DC)                        | Darci Affonso (DC)                | 1.991                                 | 2,32%                                 |
|                          | Zequinha Miguel (PT)                 | Elvis Rodrigues (PSOL)            | 1.804                                 | 2,1%                                  |
|                          | Rafaelle Firmino (PRTB)              | Eloir Melo (PRTB)                 | 1.042                                 | 1,21%                                 |
|                          | Jane Moté (PCdoB)                    | Afalri Marinho (PCdoB)            | 569                                   | 0,66%                                 |
|                          | Alexandre Buiú O Amigo Do Povo (PSL) | Thiago Bazar Dos Pescadores (PSL) | 548                                   | 0,64%                                 |
|                          | Mario Deschamps (PV)                 | Maelen Bernardo (PV)              | 183                                   | 0,21%                                 |
| Total de votos válidos   | Total de votos válidos               | Total de votos válidos            | 85.783                                | 85.783                                |
| Votos apurados           |                                      |                                   |                                       |                                       |
| Votos válidos            | Votos válidos                        | Votos válidos                     | 85.783                                | 91,26%                                |
| Votos em branco          | Votos em branco                      | Votos em branco                   | 3.070                                 | 3,27%                                 |
| Votos nulos              | Votos nulos                          | Votos nulos                       | 5.148                                 | 5,48%                                 |
| Total de votos apurados  | Total de votos apurados              | Total de votos apurados           | 94.001                                | 94.001                                |
| Eleitores                |                                      |                                   |                                       |                                       |
| Comparecimentos          | Comparecimentos                      | Comparecimentos                   | 94.001                                | 72,28%                                |
| Abstenções               | Abstenções                           | Abstenções                        | 36.058                                | 27,72%                                |
| Total de eleitores aptos | Total de eleitores aptos             | Total de eleitores aptos          | 130.059                               | 130.059                               |
| Total de seções: 406     |                                      |                                   |                                       |                                       |
| Fontes:                  |                                      |                                   |                                       |                                       |

### Composição da Câmara Municipal
|                          |                          |                 |                 |          |    |
| Nº                       | Partido                  | Votos populares | Votos populares | Assentos | ±  |
| Nº                       | Partido                  | Votos           | %               | Assentos | ±  |
| 23                       | Cidadania                | 13.772          | 15,68%          | 3        | 3  |
| 15                       | MDB                      | 12.401          | 14,12%          | 3        | 3  |
| 11                       | PP                       | 10.287          | 11,71%          | 2        | 2  |
| 55                       | PSD                      | 9.039           | 10,29%          | 2        | 2  |
| 51                       | Patriota                 | 8.915           | 10,15%          | 2        | 2  |
| 20                       | PSC                      | 7.026           | 8%              | 1        | 1  |
| 36                       | PTC                      | 6.361           | 7,24%           | 1        | 1  |
| 10                       | Republicanos             | 3.727           | 4,24%           | 0        | -  |
| 22                       | PL                       | 3.564           | 4,06%           | 0        | -  |
| 77                       | Solidariedade            | 3.032           | 3,45%           | 0        | -  |
| 12                       | PDT                      | 2.665           | 3,03%           | 0        | 3  |
| 65                       | PCdoB                    | 1.270           | 1,45%           | 0        | -  |
| 13                       | PT                       | 1.262           | 1,44%           | 0        | -  |
| 17                       | PSL                      | 1.161           | 1,32%           | 0        | -  |
| 27                       | DC                       | 801             | 0,91%           | 0        | -  |
| 90                       | PROS                     | 651             | 0,74%           | 0        | -  |
| 50                       | PSOL                     | 556             | 0,63%           | 0        | -  |
| 28                       | PRTB                     | 409             | 0,47%           | 0        | -  |
| 40                       | PSB                      | 370             | 0,42%           | 0        | 2  |
| 19                       | PODE                     | 255             | 0,29%           | 0        | -  |
| 70                       | Avante                   | 208             | 0,24%           | 0        | -  |
| 43                       | PV                       | 89              | 0,1%            | 0        | -  |
| Total de votos válidos   | Total de votos válidos   | 87.821          | 87.821          | 14       | 14 |
| Votos apurados           |                          |                 |                 | 14       | 14 |
| Total de votos válidos   | Total de votos válidos   | 87.821          | 93,43%          | 14       | 14 |
| Votos em branco          | Votos em branco          | 2.503           | 2,66%           | 14       | 14 |
| Votos nulos              | Votos nulos              | 3.155           | 3,36%           | 14       | 14 |
| Total de votos apurados  | Total de votos apurados  | 94.001          | 94.001          | 14       | 14 |
| Eleitores                |                          |                 |                 | 14       | 14 |
| Comparecimentos          | Comparecimentos          | 94.001          | 72,28%          | 14       | 14 |
| Abstenções               | Abstenções               | 36.058          | 27,72%          | 14       | 14 |
| Total de eleitores aptos | Total de eleitores aptos | 130.059         | 130.059         | 14       | 14 |
| Fontes:                  |                          |                 |                 |          |    |

### Vereadores eleitos
| Candidato(a) | Candidato(a)          | Partido   | Votos | Votos       | Cidade de origem   | Unidade federativa/País |
| Candidato(a) | Candidato(a)          | Partido   | Total | Percentagem | Cidade de origem   | Unidade federativa/País |
| ------------ | --------------------- | --------- | ----- | ----------- | ------------------ | ----------------------- |
|              | Rubinho Metalúrgico   | Cidadania | 2.615 | 3,1%        | São João de Meriti | Rio de Janeiro          |
|              | Henrique Obina        | Cidadania | 2.336 | 2,77%       | Angra dos Reis     | Rio de Janeiro          |
|              | Dudu Do Turismo       | PSD       | 1.985 | 2,36%       | Rio de Janeiro     | Rio de Janeiro          |
|              | Gab Greg              | PP        | 1.947 | 2,31%       | Angra dos Reis     | Rio de Janeiro          |
|              | Marcos Coelho         | PSC       | 1.831 | 2,17%       | Angra dos Reis     | Rio de Janeiro          |
|              | Jorge Eduardo Mascote | PATRIOTA  | 1.725 | 2,05%       | Angra dos Reis     | Rio de Janeiro          |
|              | Branco                | PSD       | 1.499 | 1,78%       | Angra dos Reis     | Rio de Janeiro          |
|              | Titi Brasil           | MDB       | 1.417 | 1,68%       | Rio de Janeiro     | Rio de Janeiro          |
|              | Jorginho Brum         | Cidadania | 1.364 | 1,62%       | Angra dos Reis     | Rio de Janeiro          |
|              | Jane Veiga            | MDB       | 1.343 | 1,59%       | Londrina           | Paraná                  |
|              | Helinho Do Sindicato  | PTC       | 1.302 | 1,55%       | Angra dos Reis     | Rio de Janeiro          |
|              | Edinho Rodrigues      | PP        | 1.282 | 1,52%       | Duque de Caxias    | Rio de Janeiro          |
|              | Luciana Valverde      | MDB       | 1.251 | 1,49%       | Angra dos Reis     | Rio de Janeiro          |
|              | Charles Neves         | PATRIOTA  | 1.210 | 1,44%       | Angra dos Reis     | Rio de Janeiro          |
| Fontes:      |                       |           |       |             |                    |                         |